# MT1F
MT1F (англ. Metallothionein 1F) – білок, який кодується однойменним геном, розташованим у людей на короткому плечі 16-ї хромосоми. Довжина поліпептидного ланцюга білка становить 61 амінокислот, а молекулярна маса — 6 086.
| 10         |  | 20         |  | 30         |  | 40         |  | 50         |
| ---------- |  | ---------- |  | ---------- |  | ---------- |  | ---------- |
| MDPNCSCAAG |  | VSCTCAGSCK |  | CKECKCTSCK |  | KSCCSCCPVG |  | CSKCAQGCVC |
| KGASEKCSCC |  | D          |  |            |  |            |  |            |

A: Аланін

C: Цистеїн

D: Аспарагінова кислота

E: Глутамінова кислота

G: Гліцин

K: Лізин

M: Метіонін

N: Аспарагін

P: Пролін

Q: Глутамін

S: Серин

T: Треонін

Кодований геном білок за функцією належить до фосфопротеїнів. 
Задіяний у такому біологічному процесі, як ацетилювання. 
Білок має сайт для зв'язування з іоном міді, іонами металів, іоном цинку. 